# Les Jokers (émission de télévision)
Pour les articles homonymes, voir Les Jokers.
Les Jokers est une émission de télévision américaine de téléréalité et caméra-cachée diffusée aux États-Unis depuis le 15 novembre 2011 sur truTV et également sur MTV, en France sur MTV France (pendant un temps) et au Royaume-Uni sur Comedy Central UK et BE.
L'émission suit Joseph "Joe" Gatto, James "Murray" Murray, Brian "Q" Quinn, et Salvatore "Sal" Vulcano, les quatre membres de la troupe de comédie The Tenderloins, comme ils se contraignent à faire des farces publiques tout en étant filmé par des caméras cachées.
Elle diffère des autres émissions de farce, comme les stars d'Impractical Jokers ne connaissent pas les détails de la farce jusqu'au moment où ils l'exécutent sur des étrangers.
Il a été annoncé en 2017 que l'émission serait "mise à jour des besoins" diffusée sur les chaînes de télévision via Trifecta Entertainment & Media. Il sera compensé dans 85% des marchés américains.

## Synopsis
Cette émission se concentre sur quatre amis qui adorent se lancer des défis stupides en public. 

## Règles du jeu
Chaque joueur (comme Joe, Murr, Q et Sal) doit faire des défis stupides au public. Si un des joueurs réussit leurs défis, il obtient un pouce vert vers le haut. Si un des joueurs n’a pas réussi le défi, il obtient un pouce rouge vers le bas. À la fin de l'émission, celui qui obtient le plus de pouces rouges vers le bas, doit passer le plus fou et honteux des défis.

## Distribution
- Brian "Q" Quinn (né le 14 mars 1976) est un humoriste d'improvisation de l'arrondissement de New York City de Staten Island. Il a fréquenté l'école secondaire Monsignor Farrell, où il a participé à de nombreuses activités, notamment au théâtre et au sport[3]. Il a assisté à Brooklyn College et plus tard a rejoint le Fire Department of the City of New York. Il est le troisième animateur du podcast Tell 'Em Steve-Dave! sur SModcast.com.
- James "Murr" Murray (né le 1er mai 1976) est un comédien d'improvisation de l'arrondissement de New York City de Staten Island. Il y a fréquenté l'école secondaire Monsignor Farrell et faisait également partie d'un théâtre communautaire[3]. Il a poursuivi ses études à l'Université de Georgetown où il a obtenu un baccalauréat en anglais[4]. Il continue de travailler chez NorthSouth Productions, où il est vice-président principal du développement[5].
- Salvatore "Sal" Vulcano (né le 6 novembre 1976) est un comédien d'improvisation et de stand-up originaire du quartier de Staten Island à New York. Il a fréquenté l'école secondaire Monsignor Farrell, où il a pris part à divers sports tels que le hockey, le basketball et le football. Il a obtenu un diplôme en finances de l'Université de Saint John.
- Joseph "Joe" Gatto Jr. (né le 5 juin 1976) est un humoriste d'improvisation de l'arrondissement de Staten Island à New York, où il a fréquenté l'école secondaire Monsignor Farrell[3]. Il a étudié à l'Université de Long Island Post où il a obtenu un diplôme en comptabilité[6]. Il a fondé la troupe de comédie The Tenderloins en 1999 et a travaillé au magasin Giggle de détail pour bébés, jusqu'en janvier 2012. Il est le seul Joker marié et a deux enfants avec sa femme Bessy[7].

## Émissions
| Saison | Saison   | Émissions | États-Unis       | États-Unis       |
| Saison | Saison   | Émissions | Début de saison  | Fin de saison    |
| ------ | -------- | --------- | ---------------- | ---------------- |
|        | 1        | 16        | 15 décembre 2011 | 3 mai 2012       |
|        | 2        | 28        | 6 septembre 2012 | 12 décembre 2012 |
|        | 3        | 31        | 2 janvier 2014   | 30 octobre 2014  |
|        | 4        | 26        | 29 janvier 2015  | 22 octobre 2015  |
|        | 5        | 26        | 11 février 2016  | 3 novembre 2016  |
|        | 6        | 26        | 9 février 2017   | 2 novembre 2017  |
|        | 7        | 26        | 1er février 2018 | 6 décembre 2018  |
|        | 8        | 26        | 28 mars 2019     | 5 mars 2020      |
|        | Spéciale | 30        | 2 février 2012   | en cours         |

## Audiences
| Saison   | Début de saison   | Début de saison | Début de saison | Fin de saison     | Fin de saison   | Fin de saison |
| Saison   | Date de diffusion | Téléspectateurs | Réf.            | Date de diffusion | Téléspectateurs | Ref.          |
| -------- | ----------------- | --------------- | --------------- | ----------------- | --------------- | ------------- |
| 1        | 15 décembre 2011  | 1 520 000       | [ 9 ]           | 3 mai 2012        | 1 510 000       | [ 10 ]        |
| 2        | 6 septembre 2012  | 1 720 000       | [ 11 ]          | 12 décembre 2012  | 1 000 000       | [ 12 ]        |
| 3        | 2 janvier 2014    | 1 370 000       | [ 13 ]          | 30 octobre 2014   | 920 000         | [ 14 ]        |
| 4        | 29 janvier 2015   | 1 230 000       | [ 15 ]          | 22 octobre 2015   | 710 000         | [ 16 ]        |
| 5        | 11 février 2016   | 1 040 000       | [ 17 ]          | 3 novembre 2016   | 1 230 000       | [ 18 ]        |
| 6        | 9 février 2017    | 970 000         | [ 19 ]          | 2 novembre 2017   | 870 000         | [ 20 ]        |
| 7        | 1er février 2018  | 890 000         | [ 21 ]          | 1er novembre 2018 | 570 000         | [ 22 ]        |
| 8        | 7 février 2019    | 580 000         | [ 23 ]          | 5 mars 2020       | 540 000         | [ 24 ]        |
| Spéciale | 2 février 2012    | 1 300 000       | [ 25 ]          | -                 | -               | -             |

## Versions internationales
- Une version anglaise de l'émission a commencé à être diffusée à l'hiver 2012 sur BBC Three. Il mettait en vedette les comédiens Paul McCaffrey, Joel Dommett, Marek Larwood et Roisin Conaty[26]. Le court métrage a été filmé et mis en ligne dans le cadre de The Comedy Kitchen en 2012. La première saison comprenait six épisodes, diffusés du 15 novembre au 20 novembre 2012. La deuxième saison comprenait également six épisodes, et a été diffusée du 24 février au 2 avril 2014. Elle a été produite par Yalli Productions[27]. Il a été annulé après la deuxième saison en avril 2014, principalement en raison de son impopularité. Cependant, plus récemment, Comedy Central et Channel 5 ont obtenu les droits de coproduction d'une troisième saison d'Impractical Jokers UK avec Yalli Productions, avec Late Night Gimp Fight[28].
- Une version néerlandaise a été diffusée sur Veronica en 2013, appelée De Fukkers. En 2015, une nouvelle version a été lancée chez RTL 5, baptisée Foute Vrienden, à l'instar de la version flamande[29].
- Une version belge (flamande) diffusée sur Q2 à l'automne 2012, intitulée Foute Vrienden. James Murray est apparu dans l'épisode 5 de la première saison[30]. La deuxième saison, qui a débuté en mars 2014, comprenait 10 épisodes.
- Une version brésilienne est actuellement diffusée sur SBT intitulée Amigos da Onça. La première diffusion de la série a été diffusée le 7 janvier 2013[31] et s'est terminée le 13 août 2013. James Murray est apparu dans l'épisode 3 de la deuxième saison.
- Une version libanaise a été diffusée sur Al Jadeed TV à l'automne 2013.
- Une version mexicaine diffusée sur TBS Amérique Latine a débuté le 20 mai 2015 sous le titre Impractical Jokers.
- Une version grecque a été diffusée sur Ant1 en février 2014 sous le titre Wanted.
- Une version franco-canadienne a été diffusée sur V le 24 février 2014 sous le titre Les Jokers.
- Une version suédoise a été diffusée sur TV6 en avril 2014 sous le titre Radiostyrd.
- Une version espagnole a été diffusée sur Neox en 2014 avec le titre Sinvergüenzas.
- Une version égyptienne a été diffusée en 2015 avec le titre Al Mohayesoun[32].

## Diffusions internationales
- Le 18 avril 2014, lors du tout premier enregistrement en direct de What What You? podcast au Prince Charles Cinema à Londres, Q et Sal a déclaré que, lorsque la BBC a acheté les droits pour créer une version britannique de la série, ils ont également acheté les droits de diffuser la version américaine de l'émission au Royaume-Uni. Cela devait être diffusé après la première saison de l'émission britannique, mais la BBC ne l'a jamais diffusée. Cependant, il a finalement été diffusé le 22 août 2014. La version américaine est maintenant diffusée sur Comedy Central UK et Channel 5.
- L'émission est actuellement diffusé sur RTÉ2 en Irlande.
- L'émission est actuellement diffusée sur Comedy Central India (Inde, Pakistan, Bangladesh, Sri Lanka, Népal, Bhoutan et Maldives), WB Channel (Inde, Sri Lanka, Népal, Bhoutan et Maldives) et WB Channel Pakistan (Pakistan, Bangladesh, Afghanistan, Iran et Tadjikistan).
- L'émission est actuellement diffusée au Canada sur ACTION, CMT et OLN[33].
- Elle est actuellement diffusée en Australie sur The Comedy Channel.
- Elle est actuellement diffusée en Nouvelle-Zélande sur Comedy Central Nouvelle Zealand.
- L'émission est actuellement diffusée en France et en Belgique sur MTV France sous le titre Les Jokers.
- L'émission est actuellement diffusée en Italie sur DMAX sous le titre Cattivissimi amici.
- L'émission est actuellement diffusée au Mexique sur les sociétés de câblodistribution qui portent la chaîne Tru TV avec le titre original.
- L'émission est actuellement diffusée en Espagne sur Neox et Comedy Central Espagne sous le titre Agárralos como Puedas.
- L'émission est actuellement diffusée au Brésil sur TBS sous le titre Tirando a Maior Onda.
- L'émission est actuellement diffusée en Bulgarie sur BTV sous le titre Шегаджии[34].
- L'émission est actuellement diffusée en Allemagne sur ProSieben Maxx[35].
- L'émission originale est actuellement diffusée en Pologne sur T.TV.
- L'émission originale est actuellement diffusée en Russie sur MTV Russie sous le titre Нереальные подставы[36].
- L'émission a été diffusée sur VI et Sic Radical avec le titre original.
- En Malaisie, l'émission est diffusée sur Warner TV.
- L'émission originale est actuellement diffusée aux Pays-Bas sur RTL 5.
- L'émission est diffusée sur Warner TV au Viêt Nam.